# Грамин
Грамин (от названия семейства Gramíneae — мятликовые) — бесцветные кристаллы, нерастворимые в воде, растворимые в органических растворителях.
Грамин является индольным алкалоидом, впервые выделен из безхлорофильных мутантов ячменя ван Улером и Хеллстрёмом, однако содержится не только в злаках, но и в некоторых двудольных — в частности, в красном клёне Acer rubrum и желтом люпине Lupinus luteus.